# Clement Smoot
Clement Eyer Smoot (Illinois, 7 de abril de 1884 – Los Angeles, 19 de janeiro de 1963) foi um golfista americano que competiu nos Jogos Olímpicos de Verão de 1904.
Em 1904, Wood fez parte da equipe norte-americana que ganhou a medalha de ouro. Ele terminou em 6º na competição. Na competição individual, ele terminou em 22º na qualificação e foi eliminado na primeira rodada do jogo por buraco.

## Ligações Externas
- Perfil